# Литопедион
Литопедион (др.-греч. λιθοπαίδιον, от λίθος — «камень» и παῖς, род. п. παιδός «дитя») — окаменелый утробный плод, умерший в матке или брюшной полости, который после этого подвергся обызвествлению. Это редкий феномен, случающийся в основном тогда, когда плод умирает во время внематочной беременности. Если плод слишком велик, чтобы тело матери могло реабсорбировать его, он подвергается кальцификации снаружи, тем самым тело матери защищается от мёртвых тканей ребёнка и предотвращается инфицирование. Литопедион может наблюдаться с четырнадцатой недели беременности и до полного её срока, чаще всего до тех пор, пока пациентку не обследуют на другие патологии или не проведут тщательный осмотр, включающий в себя также рентгенограмму, с помощью которой и обнаруживается «каменный ребёнок».
Впервые явление было описано в XI веке н. э. врачом Альбукасисом. Однако за последние 400 лет в медицинской литературе встречается упоминание менее чем 300 случаев.
Для «каменного ребенка» нехарактерно оставаться не выявленным в течение десятилетий, однако в феврале 2011 года в штате Андхра-Прадеш, Индия, плод был удалён из тела женщины через 35 лет. Известен также случай, когда он не был выявлен в течение 60 лет.

## Виды
Выделяют три вида:
- Настоящий литопедион — обызвествление плода.
- Литокелифоз (лат. lithokelyphosis) — обызвествление плодных оболочек.
- Литокелифопедион (лат. lithokelyphopaedion) — обызвествление плода и плодных оболочек.